# Pseudotryphia atralba
Pseudotryphia atralba là một loài bướm đêm trong họ Noctuidae.